# Impasse Jean-Beausire
Impasse Jean-Beausire je slepá ulice v Paříži v historické čtvrti Marais. Nachází se ve 4. obvodu. Její název odkazuje stejně jako přilehlá Rue Jean-Beausire na jméno francouzského architekta Jeana Beausira (1651–1743).

## Poloha
Ulice vede od křižovatky s Rue Jean-Beausire u domu č. 19.

## Historie
Ulice vznikla na konci 17. století.